# Hôtel particulier au 6, place du Général-Mellinet de Nantes
L'hôtel est un hôtel particulier bâti entre 1828 et 1856, situé au no 6 de la place Général-Mellinet, dans le quartier Dervallières - Zola de Nantes, en France. L'immeuble a été inscrit au titre des monuments historiques en 1991.

## Historique
L'hôtel particulier est la résidence de Charles Lechat. Son gendre, l'industriel Arthur Benoît (fils de Jules Benoît), se fait construire une grande maison contiguë sur le boulevard Saint-Aignan en 1895, avant de reprendre l'hôtel.
Le bâtiment est inscrit au titre des monuments historiques par arrêté du 18 avril 1991.

## Architecture

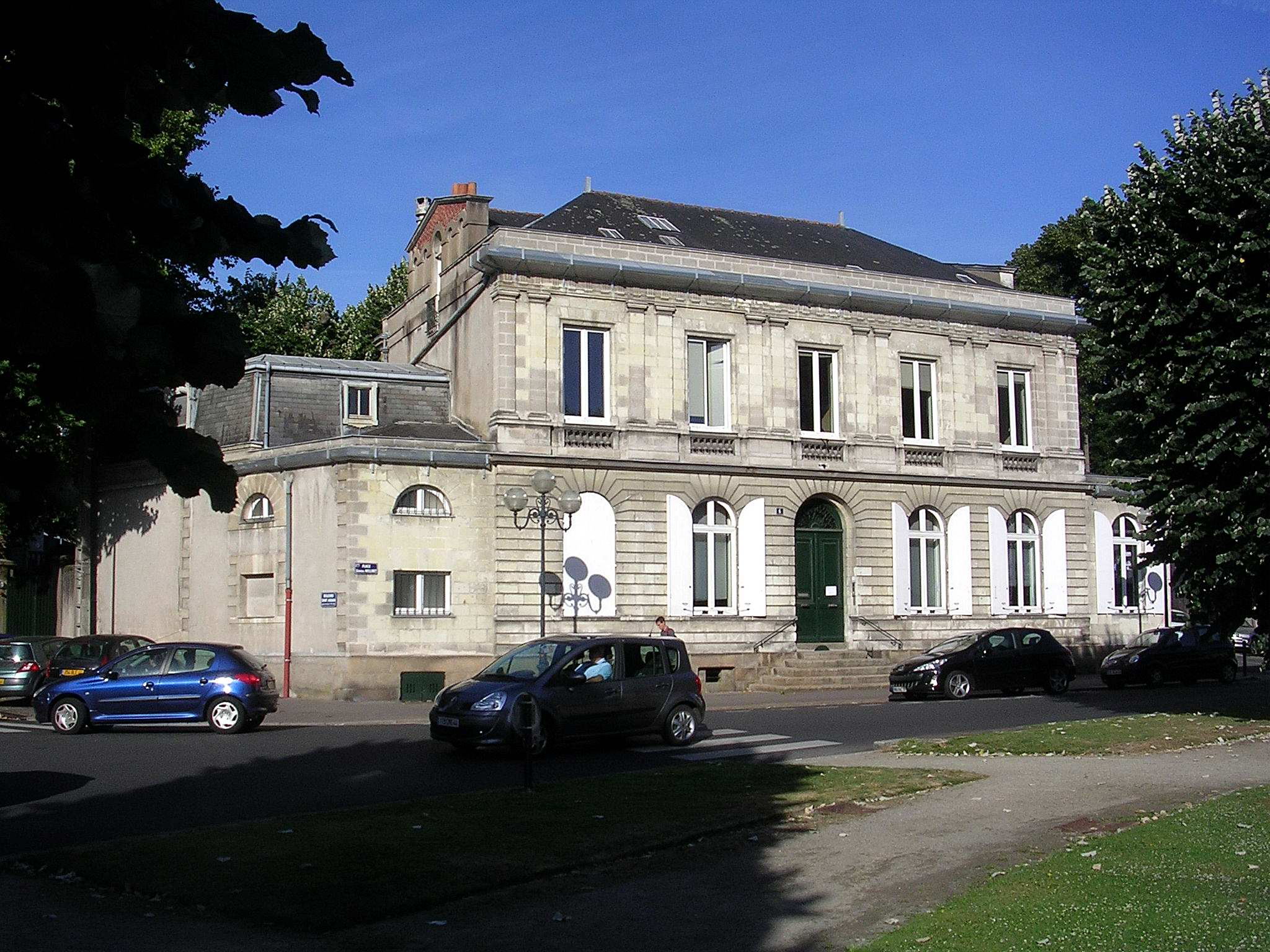